# Jean Van Houtte
Pour les articles homonymes, voir Van Houtte.
Jean Van Houtte né à Gand le 17 mars 1907 et décédé à Etterbeek le 23 mai 1991 est un homme politique belge. Professeur d'université spécialisé dans les matières financières et fiscales, il a assumé après la Seconde Guerre mondiale les fonctions de Premier ministre et de ministre des Finances de la Belgique.

## Biographie
Jean Van Houtte est le fils de Hubert Van Houtte, professeur d'histoire à l'Université de Gand et de Louise Vandenberghe. Il se marie en 1932 avec Cécile Destella.
Il fait des études de droit à l'Université de Gand et obtient le diplôme de docteur en droit et licencié en notariat. 
Il a une longue carrière académique à laquelle il se consacre à plein temps jusqu'en 1945 puis à temps partiel compte tenu de ses mandats politiques. Dès 1931, il enseigne le droit pénal et la pratique notariale en néerlandais à l'Université de Liège. À partir de 1936, il est professeur à l'École de commerce et à la faculté de droit à l'Université de Gand. De 1956 à 1958, il est doyen de l'Université de Gand. 
Pendant la guerre, il fait la campagne des dix-huit jours comme capitaine-commandant de réserve dans le 54e régiment de Ligne. Il est fait prisonnier et relâché après quatre mois de captivité en Saxe. 
Après la Libération, il s'implique en politique. Il est le chef de cabinet de d'Edmond Ronse ministre catholique et PSC-CVP de l'Intérieur de 1944 à 1945 puis de l'Information en 1945. Il siège de 1949 à 1968 comme sénateur coopté du PSC-CVP. 
Il remplit des fonctions ministérielles à plusieurs reprises. Il est nommé ministre des Finances dans les gouvernements de Jean Duvieusart (1950) et Joseph Pholien (1950-1952). De même, ses compétences en matière de finance publique et de fiscalité, le font désigner comme Premier ministre belge le 15 janvier 1952 et il le restera jusqu'au 23 avril 1954.  Son gouvernement est marqué par la récession économique, le débat sur la conscription (en particulier sur la durée du service militaire) ainsi que sur le traitement réservé aux anciens collaborateurs, sujet envers lequel Jean Van Houtte se montre prudent en refusant de s'engager dans une politique d'amnistie générale réclamée par l'aile flamande d'extrême droite de son parti, le Parti Social-chrétien.  
Il est à nouveau ministre des Finances dans le gouvernement Gaston Eyskens III entre 1958 à 1961.  
En octobre 1968, il est nommé président de la Sabena.  

## Écrits
- La formation du système fiscal de la Belgique avant 1914, Institut Belge de Finances Publiques, Histoire des finances publiques en Belgique, Tome premier, Bruxelles, Bruylant, 1950 ;
- Principes de droit fiscal belge, 1958 ;
- Traité des Personnes à responsabilité limitée, Maison Ferdinand Larcier, Bruxelles, 1963 ;
- Aperçu de la Politique Budgétaire et Fiscale en Belgique de 1960 à 1965, Mohr Siebeck GmbH & Co. KG, 1966.

## Distinctions
- Grand-croix de l'ordre de la Couronne (Belgique)[5].
- Commandeur de l'ordre de Léopold II (Belgique) .
- Grand-croix de la Légion d'honneur : le 19 juin 1953 (France)[6].
- Grand-croix de l'ordre de la Couronne de chêne en 1952 (Luxembourg).
- Ordre de l'Éléphant blanc (Thaïlande).

Il est nommé ministre d'État le 12 juillet 1966 et est fait baron en 1970.